# Laurhervasia transvaalensis
Laurhervasia transvaalensis är en insektsart som beskrevs av Mansell 1980. Laurhervasia transvaalensis ingår i släktet Laurhervasia och familjen Nemopteridae. Inga underarter finns listade i Catalogue of Life.